# República Autónoma Socialista Soviética de Najicheván
La República Autónoma Socialista Soviética de Najicheván (RASS de Najicheván), (en azerí: Нахчыван Мухтар Совет Сосиалист Республикасы, Naxçıvan Muxtar Sovet Sosialist Respublikası), fue una república autónoma de la antigua Unión Soviética dentro de la República Socialista Soviética de Azerbaiyán. Fue creada el 16 de marzo de 1921, y se integró oficialmente en la RSS azerí el 9 de febrero de 1924.

## Historia

### Sovietización
En julio de 1920, el XI Ejército Rojo invadió y ocupó la región. El 28 de julio, se declaró la RASS de Najicheván con "conexiones estrechas" con la RSS de Azerbaiyán. En noviembre, en vísperas de la toma de Armenia, los bolcheviques, para obtener apoyo popular, prometieron que integrarían Najicheván en la futura RSS de Armenia, junto al Karabaj y la región de Syunik.
El 16 de marzo de 1921 se estableció la RASS de Najicheván. El 9 de febrero de 1924, la Unión Soviética declaró oficialmente a la RASS de Najicheván bajo jurisdicción de la RSS de Azerbaiyán. Adoptó una Constitución el 18 de abril de 1926.

### Najicheván en la URSS
Durante la era soviética, Najicheván experimentó un aumento demográfico significativo. Su población armenia descendió gradualmente porque muchos de ellos emigraron a la RSS de Armenia. En 1926, el 15% de la población de la República era armenia, pero en 1979 este número cayó hasta el 1'4%. La población azerí, sin embargo, creció sustancialmente con una mayor tasa de natalidad y emigración desde Armenia, pasando del 85% en 1926 al 96% en 1979.
Heydar Aliyev, futuro presidente de Azerbaiyán, regresó a su tierra natal de Najicheván en 1990, después de ser destituido de su cargo en el Politburó por Mijail Gorbachov en 1987. Poco después de regresar, Aliyev fue elegido al Sóviet Supremo de la RSS de Azerbaiyán por una mayoría abrumadora. Después del intento de golpe de Estado en la Unión Soviética en agosto de 1991, Aliyev consolidó su poder en la RASS de Najicheván, estableciendo una independencia casi total de Bakú.
El 17 de noviembre de 1990 se convirtió en la actual República Autónoma de Najicheván, dentro de la República de Azerbaiyán.

## Conmemoración

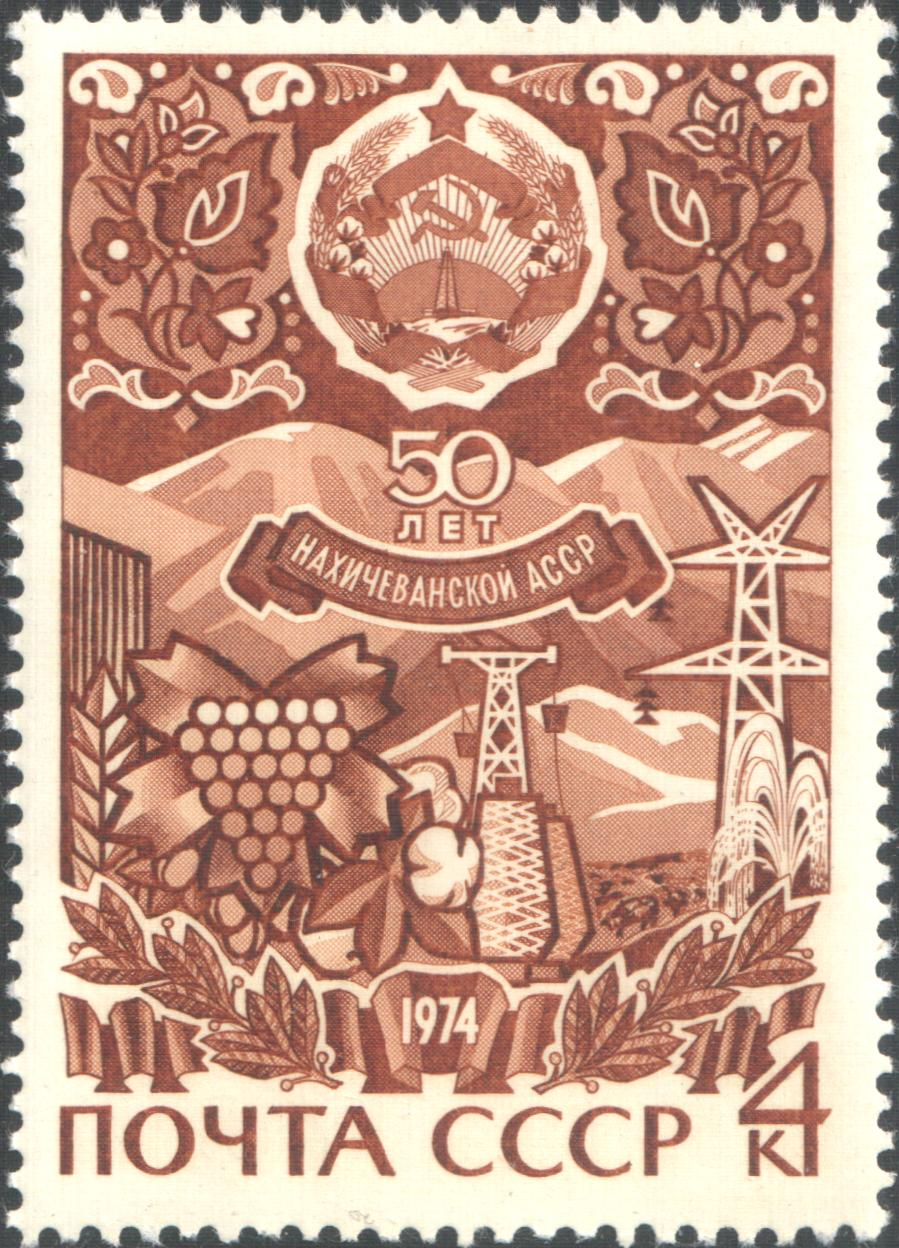
Sello conmemorativo de la RASS de Najicheván editado por la URSS en 1974.

En 2008, el Banco Nacional de Azerbaiyán acuñó un par de monedas conmemorativas de oro y plata para conmemorar el 85.º aniversario de la creación de la RASS de Najicheván.